# خانه اعتباریان
خانه اعتباریان مربوط به دوره قاجار است و در شهرستان اصفهان، بخش مرکزی، شهر خوراسگان، خیابان مسجد علی، بن‌بست شهید افعانی، پلاک ۵۳ واقع شده و این اثر در تاریخ ۲۰ اسفند ۱۳۸۵ با شمارهٔ ثبت ۱۸۱۱۷ به‌عنوان یکی از آثار ملی ایران به ثبت رسیده است.